# Heteranthoecia
Heteranthoecia es un género de plantas herbáceas de la familia de las poáceas. Es originario del África tropical.

## Especies
- Heteranthoecia guineensis (Franch.) Robyns -- Bull. Jard. Bot. État Bruxelles 9: 201. 1932 [1923-1933 publ. 1932]
- Heteranthoecia isachnoides Stapf—Hooker's Icon. Pl. 30: t. 2927. 1911 [1913 publ. enero 1911]